# Altendorf (Essen)
Altendorf ist seit 1901 ein Stadtteil im Westen der Stadt Essen. Vor der Eingemeindung war Altendorf ein Teil der Bürgermeisterei Altendorf.
Die gleichnamige, im Essener Südosten an der Ruhr gelegene Gemeinde Altendorf (Ruhr) erhielt nach der Eingemeindung zu Essen die Bezeichnung Burgaltendorf.

## Charakter
Altendorf ist als einer der bevölkerungsreichsten Stadtteile Essens geprägt von dichter Wohnbebauung und einigen Gewerbegebieten. Er ist stark durch den Verkehr auf den den Stadtteil durchschneidenden Hauptverkehrsadern Altendorfer Straße und Helenenstraße/Oberdorfstraße belastet.
Im südlichen Teil Altendorfs liegt die unter Denkmalschutz stehende Hirtsiefer-Wohnsiedlung, die nach dem Zentrumspolitiker Heinrich Hirtsiefer benannt wurde. Der nördliche Stadtteilbereich ist durch Arbeitersiedlungen und Schrebergartenkolonien geprägt. Bedingt durch den Strukturwandel im Ruhrgebiet wurde Altendorf 1998 in das Landesprogramm Stadtteile mit besonderem Erneuerungsbedarf aufgenommen. In 15 Jahren Projektlaufzeit wurden städtebauliche Maßnahmen angesetzt. Daneben haben Einwohner in kulturellen und sozialen Projekten mitgewirkt. 51,5 Prozent der Bevölkerung hatten zum Stichtag 31. Dezember 2018 eine ausschließlich deutsche Staatsbürgerschaft. Trotz der Umsetzung mehrerer Projekte und Baumaßnahmen haben zwischen 2011 und 2013, außerhalb von Einrichtungen, 34,6 Prozent der in Altendorf wohnhaften Privathaushalte existenzsichernde Leistungen bezogen, was dem höchsten Wert im Stadtgebiet entsprach. Davon haben 29,4 Prozent Leistungen nach SGB II bezogen.
Im Jahre 2005 entstand das Einkaufszentrum City-Center Altendorf, welches im Rahmen der Umstrukturierung des Krupp-Gürtels auf dem Gelände an der Altendorfer Straße/Ecke Haedenkampstraße, tatsächlich bereits auf dem Gebiet des Stadtteils Westviertel, erbaut wurde.
Am 30. November 2012 wurde der neugestaltete Ehrenzeller Platz nach einjähriger Bauzeit wiedereröffnet. Er bietet nun ein kleines Café und dient der regelmäßigen Ausrichtung des Altendorfer Wochenmarktes.
2011 wurde mit dem Bau des etwa 1,8 Hektar großen Niederfeldsees an der Rüselstraße begonnen. Im August 2014 wurde 8,115 Millionen Euro Projekt fertiggestellt. Gleichzeitig wurde das umliegende Wohnquartier saniert, indem 180 alte Wohnungen durch 61 moderne Wohnungen in sieben Häusern ersetzt wurden. Am 20. September 2013 wurde die 46 Meter lange Fuß- und Radwegbrücke über den Niederfeldsee im Beisein von Oberbürgermeister Reinhard Paß eröffnet.
Im Stadtteil gibt es heute zwei Grundschulen. Eine ist die Schule an der Heinrich-Strunk-Straße, deren Geschichte unter anderen Namen bis 1945 zurückreicht. Die beiden Grundschulen Hüttmannstraße und Markscheide waren seit dem Schuljahr 2008/2009 zu einer Grundschule Altendorf zusammengelegt worden. Das Gebäude der Grundschule Markscheide ist 2011 als Schulhaus aufgegeben und im Sommer 2021 zugunsten eines neuen Wohnhauses abgerissen worden.
Die Gesamtschule Bockmühle ist die weiterführende Schule in Altendorf, deren Grundstein im Beisein von Oberbürgermeister Horst Katzor Anfang November 1973 gelegt wurde. Es waren Baukosten von rund 50 Millionen DM veranschlagt worden. Da der Baukomplex aus den 1970er Jahren als marode gilt, ist ein etwa 64 Millionen Euro teurer Neubau geplant. Ein Team aus deutschen und französischen Architekten gewann 2021 den Architektenwettbewerb. Die neuen Gebäude sollen zwischen der Mercatorstraße und der Grundschule an der Heinrich-Strunk-Straße entstehen. Später wird die alte Schule abgerissen und auf dem Gelände eine Parkanlage angelegt.

### Bildergalerie

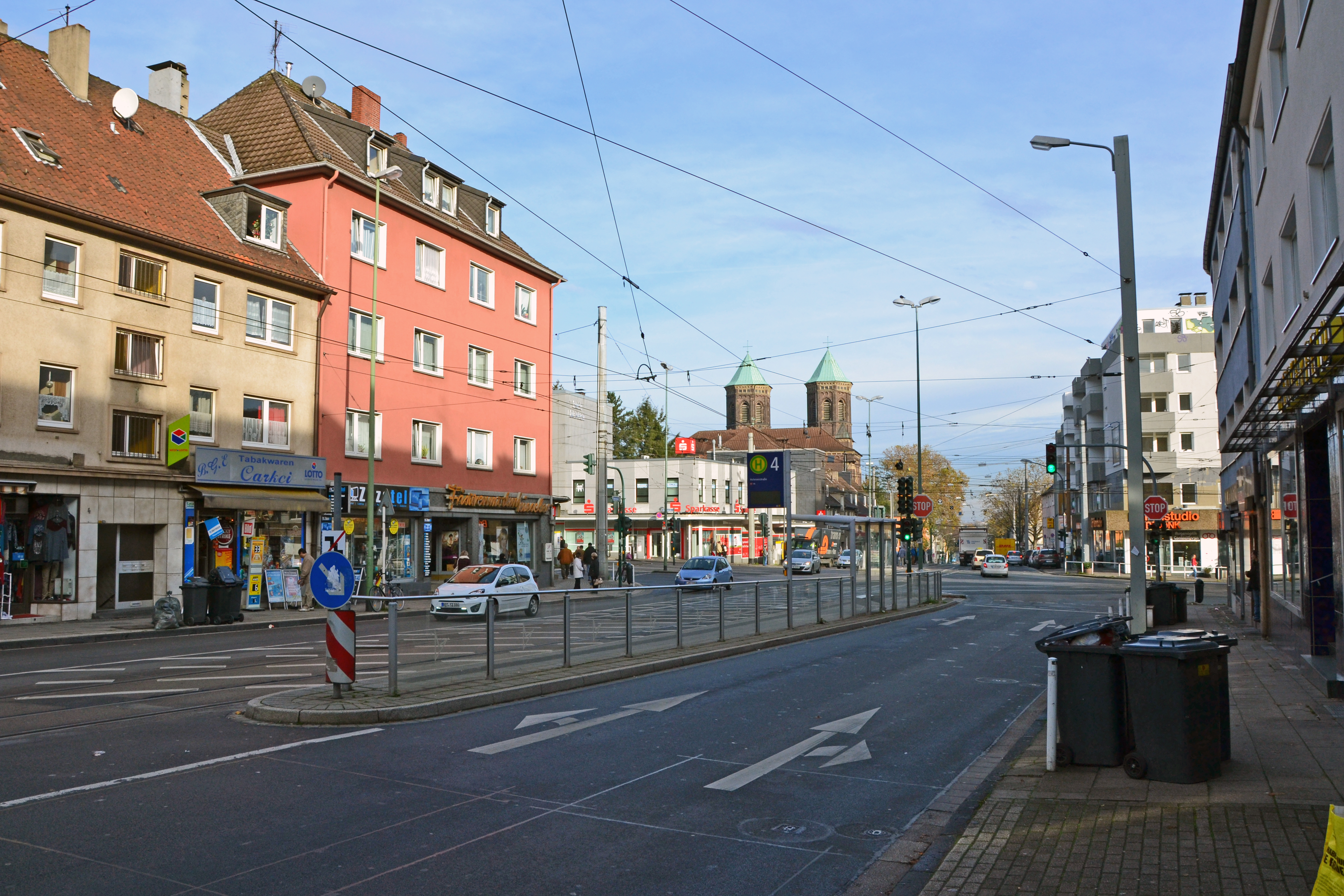
Kreuzung Helenenstraße/Altendorfer Straße
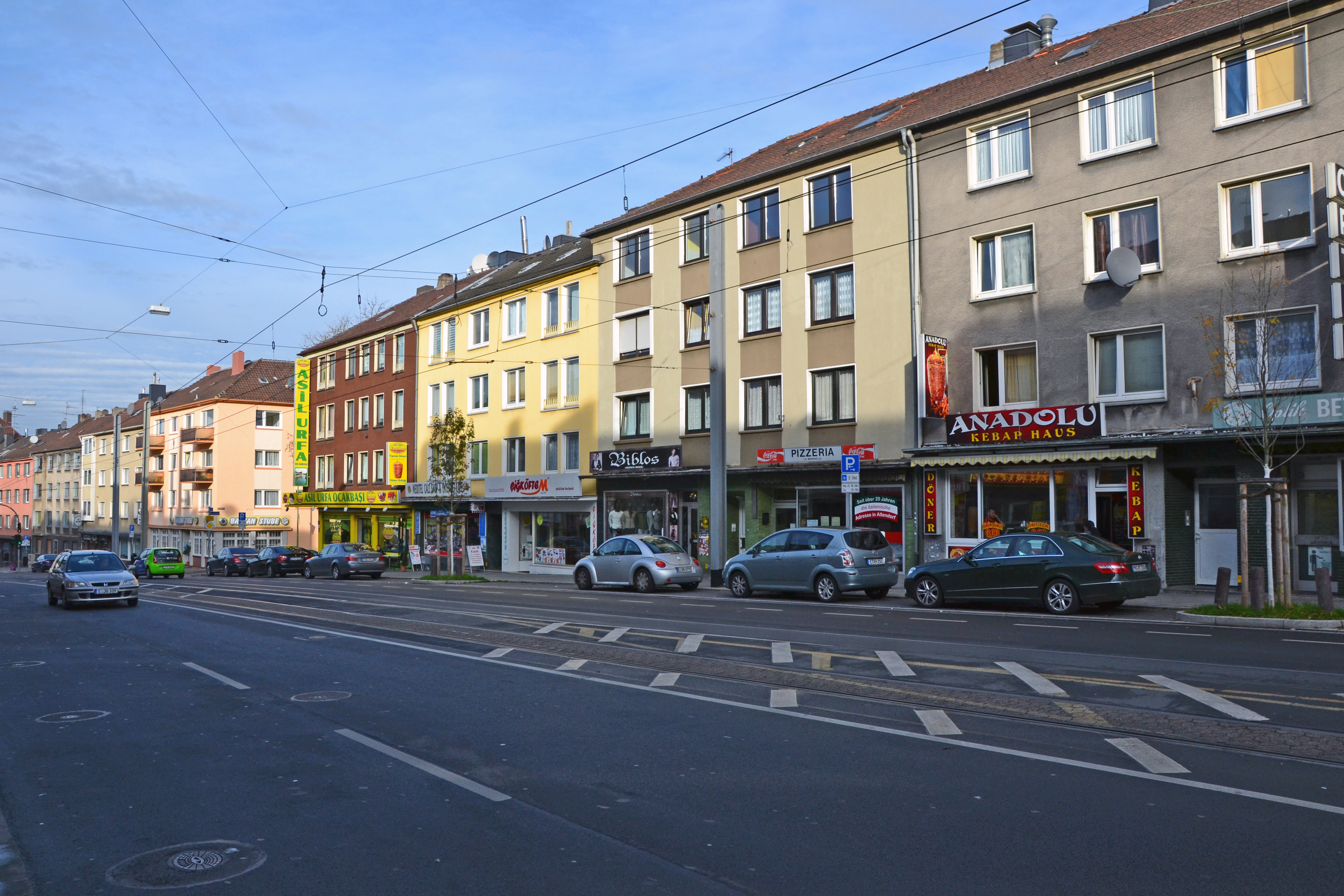
Altendorfer Straße
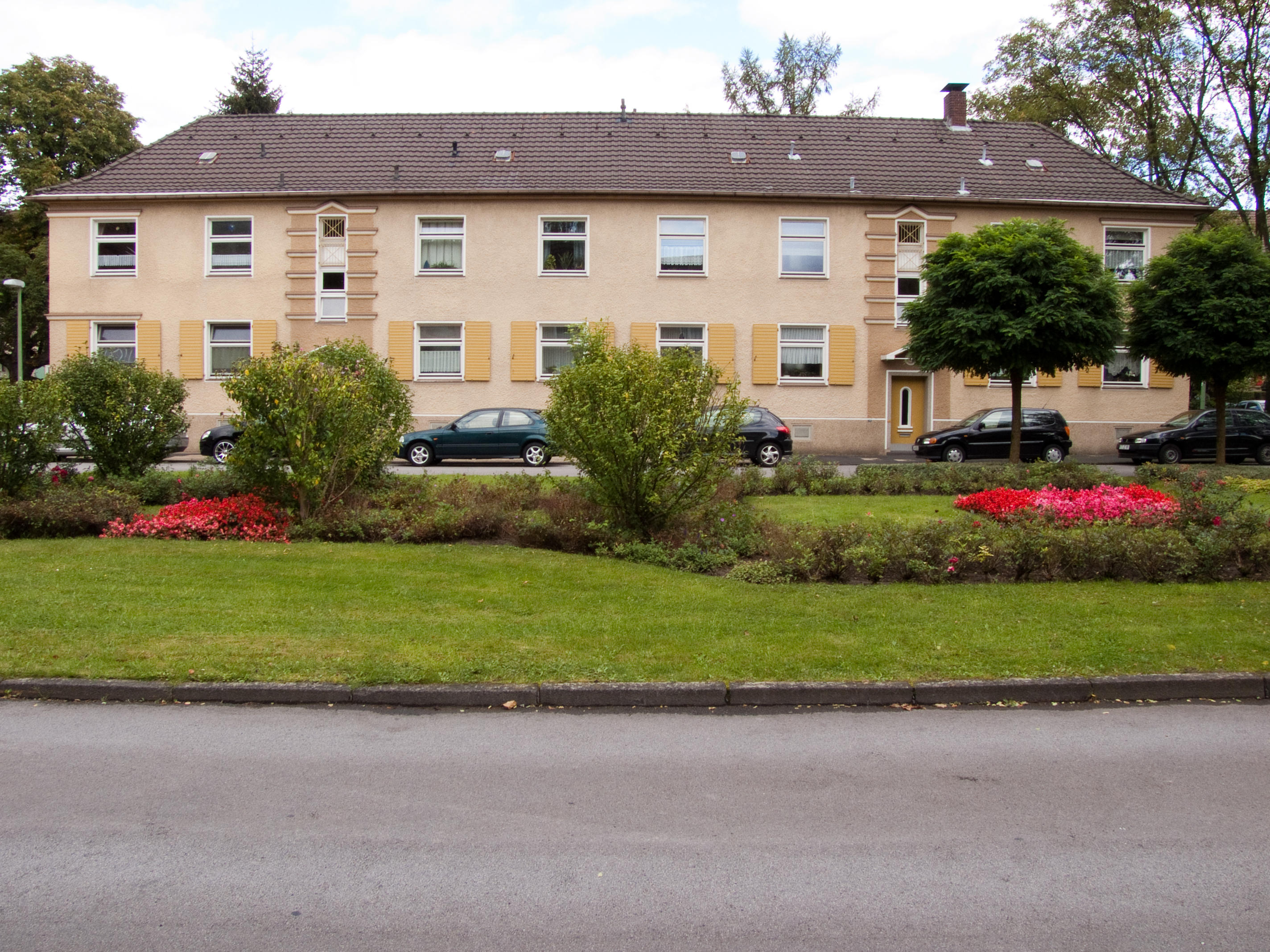
Hirtsiefersiedlung
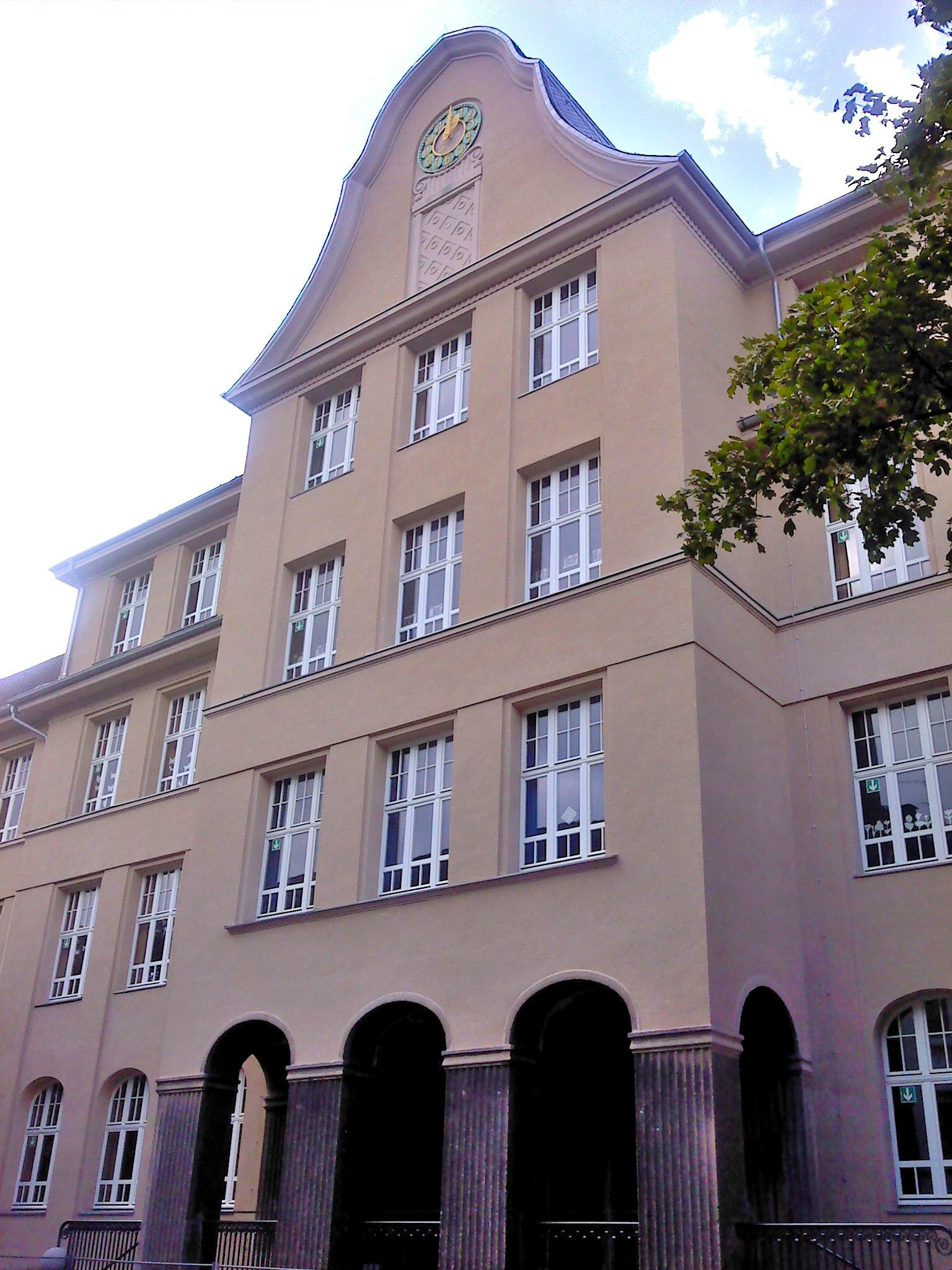
Hüttmannschule, unter Denkmalschutz
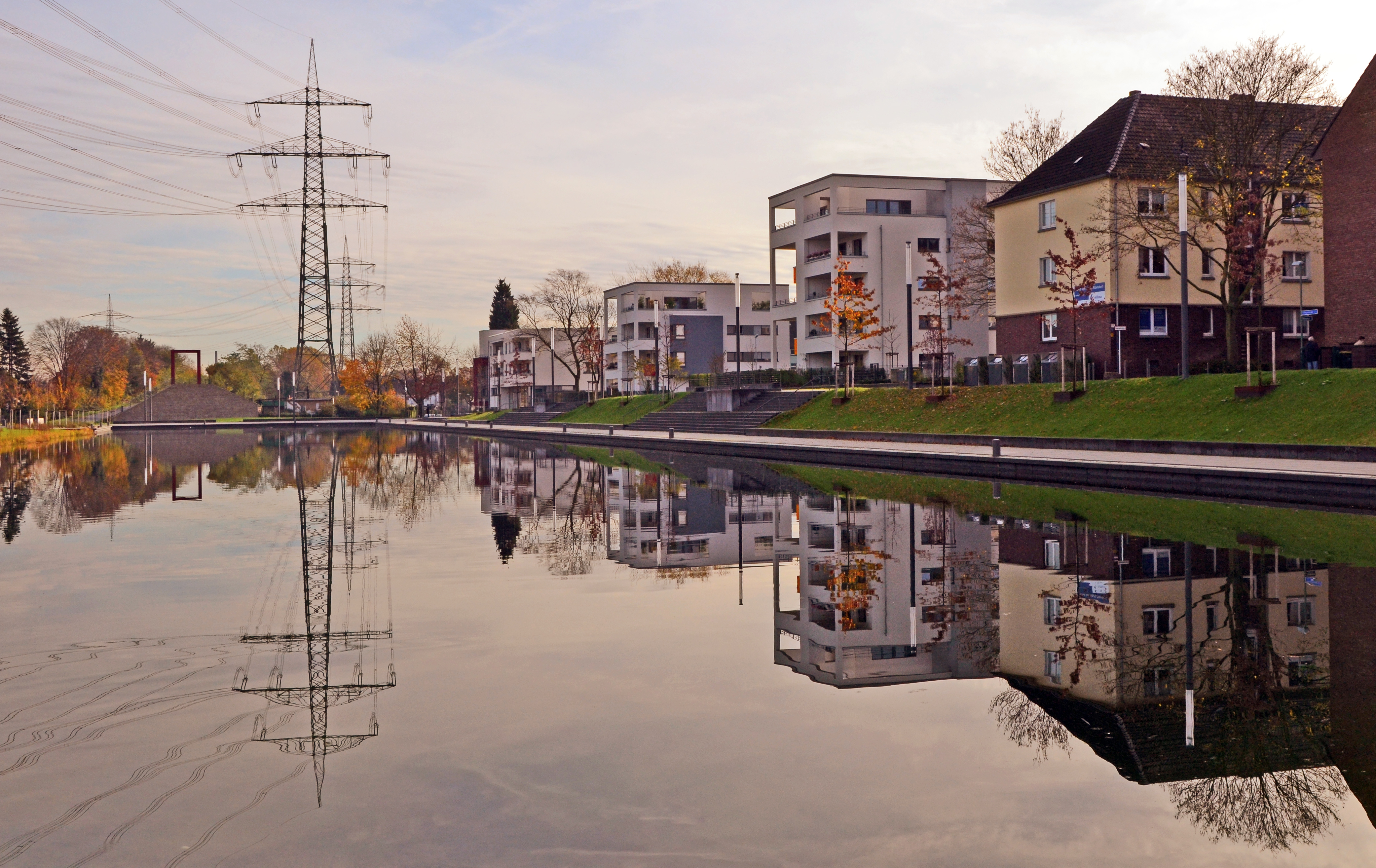
Niederfeldsee, Südseite
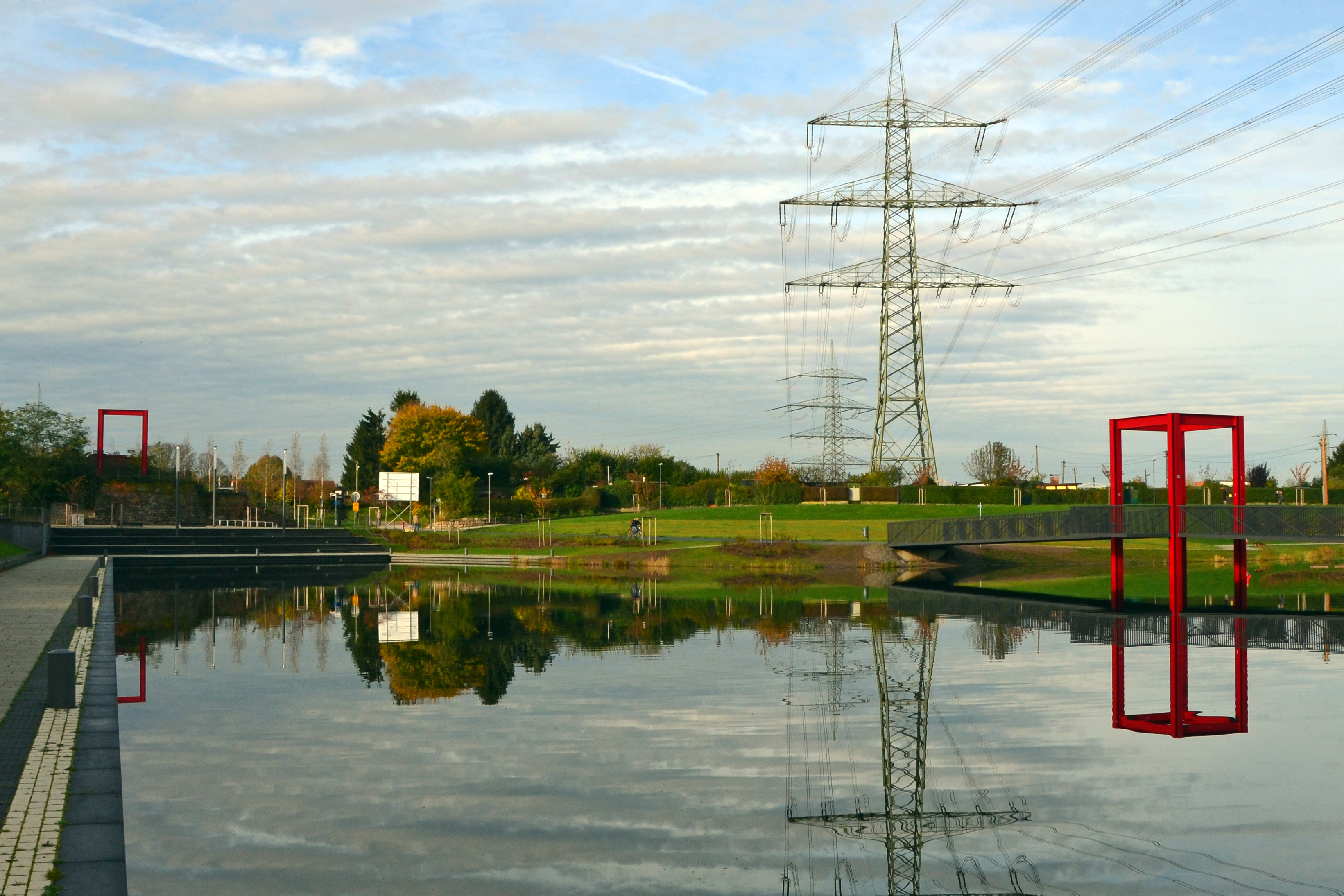
Niederfeldsee, Blick nach Nordwesten

### Verkehr

#### Straßenverkehr
Durch Altendorf verlaufen zwei stark von Durchgangsverkehr befahrene Hauptstraßen. Die Altendorfer Straße durchquert als Teil der Bundesstraße 231 den Stadtteil in Ost-West-Richtung. Sie ist bedeutende Verkehrsader zwischen der Essener Innenstadt, dem Stadtbezirk Borbeck sowie der westlichen Nachbarstadt Oberhausen.
Der Straßenzug Helenenstraße/Oberdorfstraße verläuft in Nord-Süd-Richtung in der östlichen Hälfte des Stadtteils. Er verbindet Bochold über Altendorf mit Holsterhausen und Frohnhausen. Die Kreuzung beider Straßenzüge wird nach dem dort befindlichen Umsteigeknoten im Straßenbahnnetz als Kreuzung Helenenstraße bezeichnet.

#### Öffentlicher Personennahverkehr
Im öffentlichen Personennahverkehr wird Altendorf durch die Ruhrbahn von vier Straßenbahnlinien, drei tagsüber verkehrenden Buslinien sowie drei Nachtbuslinien bedient. Alle in Altendorf verkehrenden Straßenbahnen und Nachtbuslinien bedienen die Haltestelle Helenenstraße, die ein wichtiger Umsteigeknoten in Essen ist. An ihr befindet sich die meistbefahrene höhengleiche Kreuzung der Stadtbahn- und Straßenbahnnetze im Ruhrgebiet. Durch die veränderte Führung der Straßenbahnlinie 109 über den Berthold-Beitz-Boulevard wurde dieser Knoten entlastet. Im Einzelnen verkehren in Altendorf folgende Linien des öffentlichen Personennahverkehrs (Stand: Juni 2015):
| Linie/Verkehrsträger | Linienweg | Takt (Mo–Fr) | Linienweg in Altendorf                  |
| -------------------- | --- | ------------ | --------------------------------------- |
| Straßenbahn:         | |              |                                         |
| 101 106              | Borbeck Germaniaplatz – Bergeborbeck Leimgartsfeld – Bergeborbeck Bf – Helenenstraße – U Berliner Platz – U Rheinischer Platz – U Rathaus Essen – U Essen Hbf – Rüttenscheider Stern – Holsterhauser Platz – Hobeisenbrücke – Alfred-Krupp-Schule – Essen West – Helenenstraße Die Linie 101 verkehrt Borbeck → Helenenstraße → Hauptbahnhof → Rüttenscheid → Helenenstraße Die Linie 106 verkehrt Helenenstraße → Rüttenscheid → Hauptbahnhof → Helenenstraße → Borbeck | 10 min       | Jahnplatz – Helenenstraße – Westbahnhof |
| 103                  | Dellwig Wertstraße – Essen-Dellwig Bf – Gerschede – Borbeck Germaniaplatz – Borbeck Bf – Schloss Borbeck – Borbeck Süd Bf – Helenenstraße – U Berliner Platz – U Rheinischer Platz – U Rathaus Essen – U Essen Hbf (nur abends sowie sonn-/feiertags) / (Hollestraße – Huttrop – Steele ) | 10 min       | Bockmühle – Helenenstraße               |
| 105                  | Naturlinie 105: Frintrop Unterstraße (Stadtgrenze Oberhausen) – Bedingrade – Abzweig Aktienstraße – Borbeck Süd Bf – Helenenstraße – U Berliner Platz – U Rheinischer Platz – U Rathaus Essen – U Essen Hbf – Essen Süd – Bergerhausen – Rellinghausen Finefraustraße | 10 min       | Bockmühle – Helenenstraße               |
| Bus:                 | |              |                                         |
| 160                  | Borbeck Bf – Altendorf Schölerpad – Nöggerathstr. – Frohnhausen, Gervinusstr. – Holsterhausen – Rüttenscheid Martinstraße – Bergerhausen Huttropstr. – Huttrop Schwanenbuschstr. – Frillendorf – Stoppenberg Ernestinenstr. | 20 min       | Schölerpad – Bockmühle                  |
| 161                  | Altendorf Schölerpad – Frohnhausen – Frohnhausen – Holsterhausen – Rüttenscheid Martinstraße – Bergerhausen Huttropstr. – Huttrop Schwanenbuschstr. – Frillendorf – Stoppenberg Ernestinenstr. | 20 min       | Schölerpad – Bockmühle                  |
| 186                  | Bottrop ZOB Berliner Platz – Bottrop Hbf – Ebel Zeche Prosper – Essen-Dellwig Schilfstr. – Gerscheder Weiden – Borbeck Germaniaplatz – Borbeck Bf – Bedingrade – Schönebeck – Borbeck Süd Bf – Altendorf Schölerpad | 20 min       | Schölerpad                              |
| Nachtbus:            | |              |                                         |
| NE11                 | Essen Hbf – Rathaus Essen – Berliner Platz – Helenenstraße – Borbeck Süd Bf – Abzweig Aktienstraße – Bedingrade – Frintrop Unterstraße – Oberhausen-Neue Mitte Oberhausen – Ziesakplaza – Theater/Ebertbad – Oberhausen Hbf | 60 min       | Helenenstraße – Bockmühle               |
| NE12                 | Essen Hbf – Goldschmidtstr. – Rathaus Essen – Berliner Platz – Helenenstraße – Bergeborbeck Bf – Borbeck Germaniaplatz – Gerschede – Essen-Dellwig – Gerschede – Borbeck Bf | 60 min       | Helenenstraße – Jahnplatz               |
| NE14                 | Bergeborbeck Bf – Altendorf, Helenenstraße – Bockmühle – Frohnhauser Platz – Alfred-Krupp-Schule – Holsterhauser Platz – Rüttenscheid, Martinstraße – Huttropstraße – Steele – Kray Süd Bf – Kray Mitte – Kray Nord Bf | 60 min       | Jahnplatz – Helenenstraße – Bockmühle   |

An der Bahnstrecke Osterath–Dortmund Süd befand sich zwischen 1874 und 1960 der Bahnhof Essen-Altendorf. Die Gleise sind gegenwärtig in diesem Bereich abgebaut.

### Bevölkerung
Am 31. März 2025 lebten 23.462 Einwohner in Altendorf.
Strukturdaten der Bevölkerung in Altendorf (Stand: 31. März 2025):
- Bevölkerungsanteil der unter 18-Jährigen: 20,9 % (Essener Durchschnitt: 16,9 %)[11]
- Bevölkerungsanteil der mindestens 65-Jährigen: 14,4 % (Essener Durchschnitt: 21,7 %)[12]
- Ausländeranteil: 43,0 % (Essener Durchschnitt: 20,6 %)[13]

## Geschichte

### Frühe Geschichte
Der Name Altendorf stammt von der Bezeichnung „Altes Dorf“, welches aus Oberdorf und Unterdorf bestand. Im Unterdorf befand sich der fränkische Oberhof Ehrenzell, der um 800 am Hellweg gegründet und erstmals 966 in einer Schenkungsurkunde Kaiser Ottos I. erwähnt wurde. Der Hof gehörte seitdem zum Damenstift Essen. Dem Oberhof Ehrenzell waren im heutigen Gebiet von Essen, Mülheim und Oberhausen 56 Höfe unterstellt und abgabenpflichtig.
1220 wurde Altendorf in der Vogteirolle des Grafen Isenberg als Altendorpe erwähnt. Die Bauerschaft Altendorf wurde gemeinsam mit Frohnhausen und Holsterhausen auch als Dreibauerschaftsquartier bezeichnet.

1689 wurde der Hof Ehrenzell nach dem damaligen Lehnsmann in Philipsenburg umbenannt.

### Industrialisierung

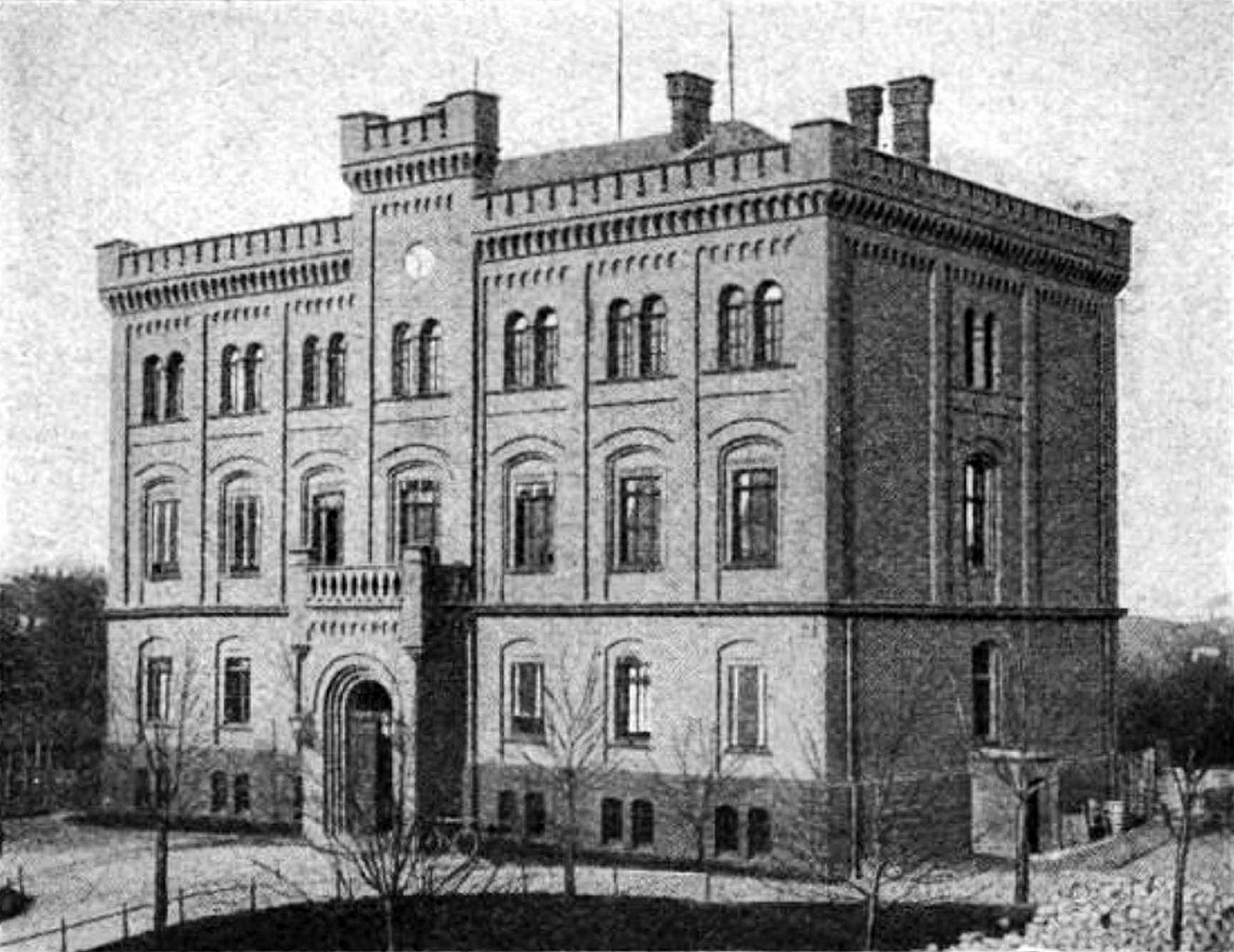
Rathaus der Bürgermeisterei Altendorf vor 1902, Standort war im heutigen Stadtteil Frohnhausen

Bereits 1575 wurde die erste Zeche erwähnt, die Zeche Vereinigte Hagenbeck. Mit dem Beginn der Industrialisierung wurde Altendorf durch Zechen und die Krupp-Gussstahlfabrik im angrenzenden Westviertel geprägt. Auf dem Gebiet von Altendorf befanden sich unter anderen die Zeche Schölerpad, die bereits 1678 zunächst Stollenbergbau betrieb, die Zeche Helene-Amalie und die Zeche Vereinigte Sälzer & Neuack. Zeche Helene-Amalie, benannt nach Helene Amalie Krupp, gilt als eine der frühesten Mergelzechen des Ruhrgebietes, Sälzer & Neuack als erste Tiefbauzeche.
Bedingt durch die Entwicklung der Krupp-Fabriken im 19. Jahrhundert stieg die Bevölkerung Altendorfs explosionsartig an. Im Osten der Gemeinde erbaute die Firma Krupp ab 1871 die Arbeiterkolonie Kronenberg, eine der ersten Kruppschen Arbeitersiedlungen. Die Siedlung bestand aus rund 1500 Wohneinheiten. Ihre Lage erstreckte sich von der Altendorfer Straße bis zum Bahnhof Altendorf-Cronenberg (heute Bahnhof Essen West) an der 1862 eröffneten Bahnstrecke Duisburg – Dortmund der Bergisch-Märkischen Eisenbahn-Gesellschaft. Ein weiterer Bahnhof, der Bahnhof Altendorf, ab 1907 Bahnhof Essen-Altendorf, lag an dem ab 1866 eröffneten Eisenbahn-Streckenabschnitt Mülheim (Ruhr)-Heißen – Essen Nord der Rheinischen Eisenbahn-Gesellschaft. Nachdem hier der Personenverkehr 1960 eingestellt und die Strecke 2002 endgültig stillgelegt wurde, ist sie 2010 auf Altendorfer Gebiet zu einem Fuß- und Radweg umgestaltet worden. Am 23. August 1893 fuhr erstmals eine elektrisch betriebene Straßenbahn auf der Strecke von Borbeck nach Essen durch Altendorf.

### Zugehörigkeiten
Nach der Säkularisation 1803 und der Schaffung einer neuen Verwaltungsstruktur gehörte Altendorf seit 1808 zur Bürgermeisterei Borbeck. Am 1. Januar 1874 wurde aus der Gemeinde Altendorf, zu der auch Frohnhausen und Holsterhausen gehörten, die eigene Bürgermeisterei Altendorf. Sie war die größte Landgemeinde Preußens. Erster und einziger Bürgermeister von Altendorf war Wilhelm Kerckhoff. Die Verwaltung zog zunächst in ein angemietetes Haus in der Margarethenstraße in Frohnhausen. Es wurde aber bereits ein Grundstück gekauft, um ein eigenes Rathaus zu errichten, welches am 1. Juli 1876 bezogen wurde. Heute erinnert der Straßenzug Altendorfplatz in Frohnhausen an den Standort des Rathauses. Am 1. August 1901 wurden Altendorf, Frohnhausen und Holsterhausen als einzelne Stadtteile zur Stadt Essen eingemeindet.

### Zweiter Weltkrieg
Im Zweiten Weltkrieg wurde Altendorf durch die unmittelbare Lage an der Krupp-Gussstahlfabrik, die als Deutsche Waffenschmiede bezeichnet wurde, durch alliierte Bombenangriffe weitestgehend zerstört. Schutz bot der runde Hochbunker an der Körnerstraße/Ecke Oberdorfstraße, der 1942 innerhalb von neun Monaten von Zwangsarbeitern der Organisation Todt aus Beton errichtet wurde. Er bot auf acht Etagen hinter 1,10 Meter dicken Außenmauern 675 Personen Schutz. Dabei überstand der Bunker, anders als fast alle umliegenden Bauten, alle Luftangriffe. Im Kalten Krieg wurde der Hochbunker in den Jahren 1987 und 1988 wieder in Betrieb genommen und diente bis 2011 dem Zivilschutz für rund 1500 Personen. Auf jeder Etage befanden sich fünf Toiletten, die Lüftung mit Sandfiltertechnik konnte bei Stromausfall per Handkurbel bedient werden. Im April 2014 wurde der Hochbunker unter Denkmalschutz gestellt. 2016 wurde er für 90.00 Euro versteigert. Seit 2022 findet ein Umbau des Rundbunkers zum Wohnhaus statt. Der größte Hochbunker der Stadt Essen wurde in den Jahren 1940 bis 1943 an der Helenenstraße für 1150 Personen erbaut. Er wurde ebenfalls zur Zeit des Kalten Krieges modernisiert und steht seit Juli 2015 unter Denkmalschutz. (Siehe auch: Liste von Bunkern in Essen)
Eine Momentaufnahme des Zweiten Weltkrieges zeigt der September 1943, wo am ehemaligen Krämerplatz, heute an der Haedenkampstraße, eines von mehreren über die Stadt verstreuten Arbeiterlagern der Firma Krupp war. Mehr als 13.000 Kriegsgefangene aus Russland, Weißrussland und der Ukraine beschäftigte die Firma Krupp in dieser Zeit in ihren Betrieben. Sie lebten auch hier am Krämerplatz in menschenunwürdigen Verhältnissen.

### Kirchen
1892 wurde die katholische Pfarrkirche St. Mariä Himmelfahrt, auch Altendorfer Dom genannt, eingeweiht. Am 26. Juli 1903 folgte die evangelische Christuskirche.
1907 wurde die St.-Anna-Kirche errichtet. Nach Wiederaufbau nach dem Zweiten Weltkrieg fand hier der letzte Gottesdienst im April 2008 statt. Der Abriss von St. Anna folgte im Sommer 2015.
In den Jahren 1957/58 kam die katholische Kirche St. Clemens Maria Hofbauer, entworfen durch den Architekten Engelbert Köjer hinzu.
Die katholischen Kirchen wurden im April 2008 mit anderen Gemeinden aus Frohnhausen, Holsterhausen und der Margarethenhöhe zur neuen Großgemeinde St. Antonius mit der Pfarrkirche St. Antonius in Frohnhausen zusammengeschlossen.

### Straßennamen
An die Geschichte des Stadtteils sowie die ursprünglichen Höfe und ihre Familien erinnern in Altendorf zahlreiche Straßennamen: Drügeshofstraße, Ehrenzeller Straße, Grieperstraße, Haskenstraße, Hüttmannstraße, Husmannshofstraße, Oberdorfstraße, Rüselstraße, Rullichstraße, Sursstraße, Tholstraße, Unterdorfstraße, Weuenstraße.
1897 wurden in der Gemeinde Altendorf aufgrund einer im Jahre 1872 vom Düsseldorfer Regierungspräsidenten angeordneten Reform alle Straßen mit Namen und Hausnummern versehen.

### Wappen

Altendorfer Wappen

Blasonierung: „In Rot unter einer goldenen (gelben) mit silbernen (weißen) Edelsteinen besetzten Krone auf dem Giebel, ein silbernes (weißes) Haus mit schwarzem Fachwerk und Tor.“
Das Wappen wurde von Kurt Schweder entworfen und hatte nie offiziellen Charakter. Ende der 1980er-Jahre schuf der Heraldiker für alle Essener Stadtteile Wappen. Sie sind inzwischen von der Essener Bevölkerung gut angenommen worden.
Krone und Fachwerkhaus sind Symbole für den ehemaligen Königshofes Ehrenzell, der als Schenkung Kaiser Ottos I. an das Stift Essen königlichen Schutz und Immunität behielt.